# Transvaal Köztársaság
A Transvaal Köztársaság, más néven Dél-Afrika Köztársasága rövid ideig fennálló búr állam volt, amelyet az első búr háború alatt hoztak létre, és a második búr háború végéig működött is. Erős szövetségben állt Oranje Szabadállammal, amely szintén hasonló sorsú és történelmű búr állam volt. A második búr háború elvesztése után Transvaal a Dél-afrikai Köztársaság egyik tartománya lett, 1910-től 1994-ig. A búr (afrikaans) telepesek érkezése előtt a területen számos bennszülött és zulu háború folyt.
Az állam a Vaal folyó vidékén jött létre, ebből lett a neve is: a Vaal folyón túli köztársaság.

## Történelme

### A nagy vándorlás
Transvaal területén rengetegszer folytak háborúk a legelsők talán azok voltak, amelyeket a Venda és a Sotho népek vívtak. 1817-ben Shaka, egy zulu király megszállta a régiót. Ilyen gyenge fegyverzettel rendelkező zulukat igen könnyű volt elmozdítani annak érdekében, hogy a bevándorló telepesek kolóniákat hozhassanak létre. Az 1830-as 40-es években megérkeztek a telepesek akik könnyűszerrel elűzték a földjüket védő zulukat. A zulukkal, busmanokkal és fekete törzsekkel szemben a búrok véres kézzel léptek fel: tudatosan szervezték akciókat a fekete bennszülöttek megölésére, földjeik megszerzésére. Még internáló táborokat is felállítottak (később ugyanezt kapták vissza a második búr háborúban).[forrás?] Kis időn belül több búr köztársaságot létrehoztak. Ekkor még teljesen függetlenek voltak, mindenféle külföldi ellenőrzés nélkül. A politikai fúziók hatására Transvaallal egyesültek Klein Vrystaat, Lydenburg, Potchefstroom, Nieuwe Republiek, Zoutpansberg és Utrecht köztársaságok, míg a Winburgi Köztársaság Oranje része lett. Natalt és más kisebb köztársaságokat a britek annektálták.
1877-ben ismét megerősödtek a zuluk és régi területeik visszafoglalására készültek, ezt látva Nagy-Britannia annektálta a búr államokat. Ezzel azt akarták elérni, hogy a búrok a szövetségest lássák meg bennük, de a búrok nem tűrték semmilyen idegen hatalom rabigáját. Ezért 1880-ban fellázadtak az angolok ellen és kitört az első búr háború.

### Az első búr háború

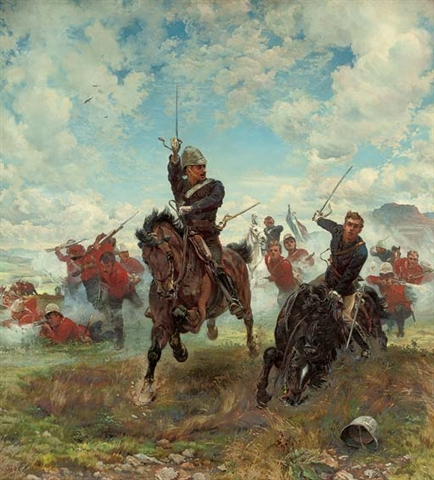
A Laing's Nek-i csata

A köztársaság annektálását követően csakhamar formálódni kezdett a búrok ellenállása, aminek az egyik legfőbb vezetője Paul Kruger volt. Kruger delegációjával kétszer is Angliába utazott, hogy a búr államok függetlenségét hangsúlyozza, de a meglepetésként a számára felajánlott önkormányzatot csapdának tartva nem fogadta el. Dél-Afrikában petíciókra és gyűlésekre került sor, majd a Volksraad összeülése után a függetlenséget követelők élére Paul Kruger, Piet Joubert és Marthinus Wessel Pretorius került (a „triumvirátus”). A Pretoriában zajló egyik nagyobb tömeggyűlésen 1881. december 11-én kikiáltották a köztársaság visszaállítását. A britek ezt lázadásnak tekintették és csapatokat küldtek a búrok ellen. Kitört az angol-búr háború (későbbi nevén az első búr háború).
A reguláris és jól képzett Brit Hadsereggel szemben a búroknak nem volt semmiféle hadseregük. A bevonuló búrokból hozták létre az ún. nemzetőrséget, mely kisebb egységekből, kommandókból állt. A búrok általában saját ruhájukban, saját lovukkal és saját fegyverükkel harcoltak, azonban kiválóan képzett vadászok, és mesterlövészek voltak.  A George Pomeroy Colley vezette támadó brit csapatok lenézték a búrok katonai erejét és bátorságát, ezzel szemben azonban napokon belül kiverték a brit helyőrségeket Pretoriából és Potchefstrommból. A britek ekkor támadásba lendültek, de a bronkhorstspruiti csatában súlyos vereséget szenvedtek. Az 1881. január 28-án megvívott Laing’s Nek-i csata brit részről személyesen Colley irányította, aki tüzérségi tüzet követően a lovasságával próbálta megsemmisíteni a kiépített búr állásokat. A Piet Joubert vezette transvaali katonák hatékonyan védekeztek, s közel száz brit katona maradt holtan a csatatéren. Colley kénytelen volt visszavonulni, és az utánpótlási vonalakat támadó búr gerillák elleni hadművelete (schuinshoogtei csata) is kudarcba fulladt február elején.
A háború döntő összecsapására február 27-én került sor, s a Majuba-hegyi csatában a támadó búrok sikeresen bevették a britek által védett dombot. Ismét közel száz brit katona halt meg, köztük volt Colley tábornok is.
A háború végül (mint a fenti eredményekből is látszik) a túlerőben lévő, de rosszabb fegyverzetű búroknak kedvezett. A britek több mint 400 katonájukat vesztették el az 1881. március 6-án megkötött fegyverszünetig. A brit miniszterelnök, William Gladstone mindenképp el akarta kerülni az elhúzódó, költséges háborút, s vonakodva tárgyalásokat kezdett a búrokkal küldöttjei útján. Az O’Neil Cottage-i békében a Brit Birodalom elismerte Transvaal részleges függetlenségét és kivonták a brit csapatokat a térségből, cserébe a búrok elfogadták a királynő nominális szabályait.

### Fejlődés és gazdasági fellendülés

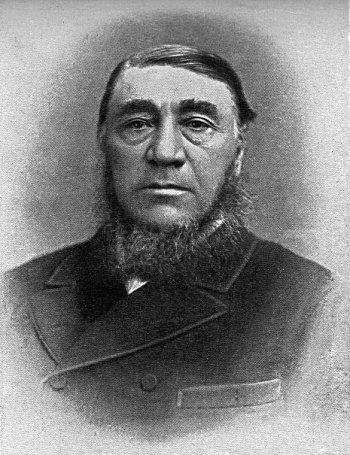
Paul Kruger, a köztársaság négyszer újraválasztott elnöke (1883-1900)

A békekötést követően 1883-ban Krugert a részleges függetlenségét visszanyerő állam elnökévé választották. Kruger fáradozásainak eredményeként az ország csakhamar felvehette újra hivatalos nevét, s sokkal szabadabban irányíthatta belügyeit. Ezzel párhuzamosan a gazdaság is fellendül, mikor 1886-ban aranylelőhelyeket fedeznek fel Witwatersrand területén (itt épül fel majd később Johannesburg). Főleg brit beruházásoknak köszönhetően negyven bánya kezdte meg működését, amelyek kb. 100 000 embernek adtak munkát. Az ország a beszedett adókból nagy gazdagságra tett szert, utak és vasútvonalak épültek ki. A gazdasági fellendülést mellett azonban a gyors ütemű etnikai változások hatalmas veszélybe sodorták az országot. Az állam fehér népességének nagy részét ekkor még a búrok tették ki, de néhány év leforgása alatt több mint 50 000 külföldi angol vagy általában angol-ajkúak voltak. Fenn állt annak a valós veszélynek a lehetősége, hogy a legközelebb szavazáson az immár többségbe kerülő angolok -akiknek a többsége nagyon nehezen fogadta, hogy az általuk lenézett búrok gyakorolják felettük az uralmat- könnyen véget vethetnek teljesen a függetlenségnek. Ezt elkerülendő Kruger önkényesen a szavazati jog elnyerését a letelepedéstől számított egy év helyett tizennégy évre módosította, amely az angol-búr viszony erőteljes elmérgesedését eredményezte.
A jelentős búr lakossággal rendelkező, brit uralom alatt álló Fokföldön 1890-ben hatalomra jutott a nagy hatalmú és rendkívül gazdag brit üzletember, Cecil Rhodes. Rhodes a brit gyarmati terjeszkedés lelkes támogatója volt, és céljai elérése érdekében szimpátiát mutatott a búrok ügye mellett és sok fokföldi búrt maga mellé állított, köztük a fokföldi Afrikaner Bond vezetőjét, Jan Hendrik Hofmeyrt is. A transvaali kormány és Kruger elnök azonban átlátta Rhodes tevékenységét, majd fokozatosan igyekeztek minden kapcsolatot megszakítani Fokfölddel, majd gyakorlatilag a két terület közötti kereskedelem is megszűnt.

### A második búr háború
Transvaalban azért robbant ki újra a háború, mert gyémántlelőhelyet fedeztek fel, az angolok pedig vérszemet kaptak, és a meggazdagodás reményével indítottak hadjáratot a búrok ellen. A második búr háború (1899 - 1902) sokkal több csatából állt, és az elsőnél százszor kegyetlenebb eszközökkel folyt. Az angolok elkezdték a polgári lakosságot is elfogni, és koncentrációs táborokba zárni. A koncentrációs táborokban a háború alatt több mint 14 000 civil halt meg. Az angolok sokkal komolyabb erőkkel támadtak a búrokra, akik mindent megtettek, hogy megvédjék hazájukat, de minden külső segítség nélkül 3 év harc után elbuktak. A veszteségek mindkét oldalon hatalmasak voltak.

### Az állam megszűnése
A háborúk után a búrok beléptek a Dél-afrikai Unióba, és ennek a miniszterelnöke lett a korábban tábornokként szolgáló Louis Botha. Az egykori Transvaal Köztársaságot, ma Dél-afrikai Köztársaságnak nevezzük. Az ország ma igen erős mezőgazdasággal rendelkezik.
A búrok teljes függetlenségük visszaszerzésére 1914-ben felkelést kezdeményeztek, és Manie Maritz alezredes Keimosban egy új búr államot deklarált Dél-afrikai Köztársaság néven, a felkelést azonban leverték.

## Zászlója
Régen, mint nemzeti zászlót és hadi lobogót használták a Transvaal Köztársaság területén. A zászlót a búrok az ő nyelvükön (afrikaans) úgy hívták, hívják, hogy "Vierkleur", magyar nyelvre fordítva jelentése "négy szín". A nemzeti zászló első változatát Dirk van der Hoff tervezte. A zászló önmagában egy függőleges (bal oldalon lévő) zöld, egy vízszintes piros, egy vízszintes fehér és egy vízszintes kék sávból áll. Ezalatt a holland származást jelezték.

## Elnökei, vezetői

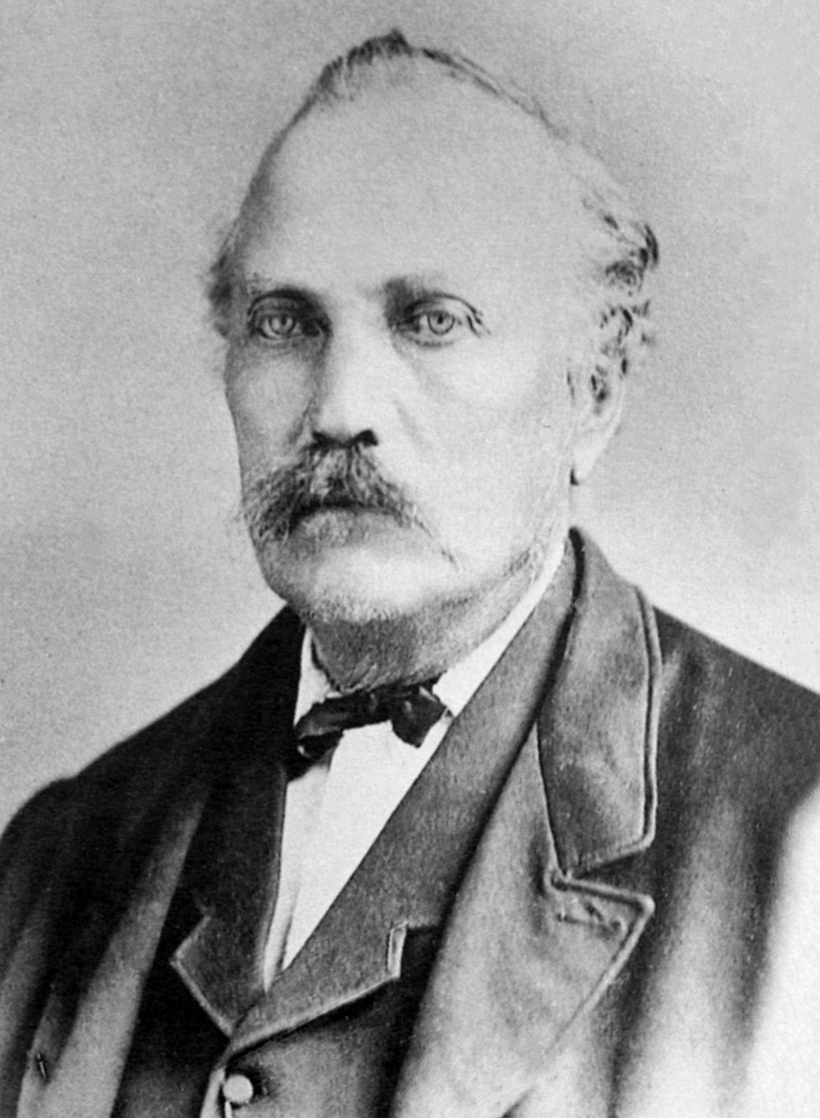
Marthinus Wessel Pretorius a Transvaal köztársaság első és negyedik elnöke

A 19. század közepétől a 20. század legelejéig állt fenn és működött a Transvaal Köztársaság Elnöki posztja. Ezt a posztot általában egyszerre egy ember töltötte be, kivétel az egy ideig fennálló Triumvirátus. A poszt 1902-ben szűnt meg, mikor az angolok végérvényesen beolvasztották a köztársaságot. A Transvaal Köztársaságnak mindössze 6 miniszterelnöke volt (Marthinus Wessel Pretorius kétszer is), ezen kívül pedig 1881. augusztus 8.-tól 1883. május 9.-ig létező Triumvirátusnak 3 tagja volt. A hat elnök:
- Marthinus Wessel Pretorius
- Stephanus Schoeman
- Willem Cornelis Janse van Rensburg
- Daniel Jacobus Erasmus
- Thomas François Burgers
- Paul Kruger
- Schalk Willem Burger